# Aussen (Alta Garona)
Aussen (francès Ausseing) és un municipi occità de Comenge a Gascunya, situat en el departament de l'Alta Garona, a la regió d'Occitània.